# Noël van ’t End
Noël van ’t End (ur. 15 czerwca 1991) – holenderski judoka. Olimpijczyk z Rio de Janeiro (2016), Tokio (2020) i Paryża (2024).
Mistrz świata w 2019, siódmy w 2023; uczestnik zawodów w 2013, 2014, 2015, 2018, 2022 i 2024. Startował w Pucharze Świata w latach 2011−2013. Piąty na mistrzostwach Europy w 2018 i na igrzyskach europejskich w 2019 roku.

## Letnie Igrzyska Olimpijskie 2016
| Konkurencja | Rundy eliminacyjne                   | Klas. końcowa |
| Konkurencja | 1/16                                 | Miejsce       |
| ----------- | ------------------------------------ | ------------- |
| 90 kg       | Lchagwasürengijn Otgonbaatar (MGL) P | 17.           |